# Alpheus zulfaquiri
Alpheus zulfaquiri is een garnalensoort uit de familie van de Alpheidae. De wetenschappelijke naam van de soort is voor het eerst geldig gepubliceerd in 1982 door Kazmi.